# Vuelta a Murcia 2003
La Vuelta a Murcia 2003, ventitreesima edizione della corsa, si svolse dal 5 al 9 marzo su un percorso di 656 km ripartiti in 5 tappe, con partenza e arrivo a Murcia. Fu vinta dallo spagnolo Javier Pascual Llorente della Kelme davanti al ceco Jan Hruška e allo spagnolo Haimar Zubeldia.

## Tappe
| Tappa  | Data    | Percorso                                  | km    | Vincitore di tappa      | Leader cl. generale     |
| ------ | ------- | ----------------------------------------- | ----- | ----------------------- | ----------------------- |
| 1ª     | 5 marzo | Murcia > Ceutí                            | 162,1 | Ján Svorada             | Ján Svorada             |
| 2ª     | 6 marzo | Alguazas > Alto Cresta del Gallo          | 153,6 | Javier Pascual Llorente | Javier Pascual Llorente |
| 3ª     | 7 marzo | Caravaca de la Cruz > Caravaca de la Cruz | 160,8 | Erik Zabel              | Javier Pascual Llorente |
| 4ª     | 8 marzo | Cartagena (Spagna) > Alto de La Santa     | 167   | Víctor Hugo Peña        | Javier Pascual Llorente |
| 5ª     | 9 marzo | Murcia > Murcia (cron. individuale)       | 12,9  | Javier Pascual Llorente | Javier Pascual Llorente |
| Totale | Totale  | Totale                                    | 656   |                         |                         |

## Dettagli delle tappe

### 1ª tappa
- 5 marzo: Murcia > Ceutí – 162,1 km

| Pos. | Corridore        | Squadra | Tempo    |
| ---- | ---------------- | ------- | -------- |
| 1    | Ján Svorada      | Lampre  | 3h58'08" |
| 2    | Erik Zabel       | Telekom | s.t.     |
| 3    | Steffen Radochla | Bianchi | s.t.     |

| Pos. | Corridore   | Squadra | Tempo    |
| ---- | ----------- | ------- | -------- |
| 1    | Ján Svorada | Lampre  | 3h57'58" |

### 2ª tappa
- 6 marzo: Alguazas > Alto Cresta del Gallo – 153,6 km

| Pos. | Corridore               | Squadra   | Tempo    |
| ---- | ----------------------- | --------- | -------- |
| 1    | Javier Pascual Llorente | Kelme     | 3h47'44" |
| 2    | Haimar Zubeldia         | Euskaltel | a 3"     |
| 3    | Alejandro Valverde      | Kelme     | a 10"    |

| Pos. | Corridore               | Squadra | Tempo    |
| ---- | ----------------------- | ------- | -------- |
| 1    | Javier Pascual Llorente | Kelme   | 7h45'42" |

### 3ª tappa
- 7 marzo: Caravaca de la Cruz > Caravaca de la Cruz – 160,8 km

| Pos. | Corridore    | Squadra    | Tempo    |
| ---- | ------------ | ---------- | -------- |
| 1    | Erik Zabel   | Telekom    | 3h42'36" |
| 2    | Beat Zberg   | Rabobank   | s.t.     |
| 3    | Nico Sijmens | Vlaanderen | s.t.     |

| Pos. | Corridore               | Squadra | Tempo     |
| ---- | ----------------------- | ------- | --------- |
| 1    | Javier Pascual Llorente | Kelme   | 11h28'20" |

### 4ª tappa
- 8 marzo: Cartagena (Spagna) > Alto de La Santa – 167 km

| Pos. | Corridore        | Squadra     | Tempo    |
| ---- | ---------------- | ----------- | -------- |
| 1    | Víctor Hugo Peña | US Postal   | 4h14'03" |
| 2    | Jan Hruška       | ONCE-Eroski | s.t.     |
| 3    | Addy Engels      | Rabobank    | a 13"    |

| Pos. | Corridore               | Squadra | Tempo     |
| ---- | ----------------------- | ------- | --------- |
| 1    | Javier Pascual Llorente | Kelme   | 15h42'54" |

### 5ª tappa
- 9 marzo: Murcia > Murcia (cron. individuale) – 12,9 km

| Pos. | Corridore               | Squadra     | Tempo  |
| ---- | ----------------------- | ----------- | ------ |
| 1    | Javier Pascual Llorente | Kelme       | 15'24" |
| 2    | Lance Armstrong         | US Postal   | a 2"   |
| 3    | Jan Hruška              | ONCE-Eroski | a 7"   |

| Pos. | Corridore               | Squadra     | Tempo     |
| ---- | ----------------------- | ----------- | --------- |
| 1    | Javier Pascual Llorente | Kelme       | 15h58'18" |
| 2    | Jan Hruška              | ONCE-Eroski | a 17"     |
| 3    | Haimar Zubeldia         | Euskaltel   | a 23"     |

## Classifiche finali

### Classifica generale
| Pos. | Corridore               | Squadra                    | Tempo     |
| ---- | ----------------------- | -------------------------- | --------- |
| 1    | Javier Pascual Llorente | Kelme                      | 15h58'18" |
| 2    | Jan Hruška              | ONCE-Eroski                | a 17"     |
| 3    | Haimar Zubeldia         | Euskaltel-Euskadi          | a 23"     |
| 4    | José Iván Gutiérrez     | iBanesto.com               | a 40"     |
| 5    | Juan Carlos Domínguez   | Phonak Hearing Systems     | a 47"     |
| 6    | Víctor Hugo Peña        | US Postal Service          | a 49"     |
| 7    | Beat Zberg              | Rabobank                   | a 1'00"   |
| 8    | Cadel Evans             | Team Telekom               | s.t.      |
| 9    | José Luis Martínez      | Paternina-Costa de Almeria | a 1'08"   |
| 10   | Addy Engels             | Rabobank                   | a 1'22"   |